# ملدینسکایا
ملدینسکایا (به لاتین: Meledinskaya) یک منطقهٔ مسکونی در روسیه است که در استان آرخانگلسک واقع شده‌است.